# Вінні Мур

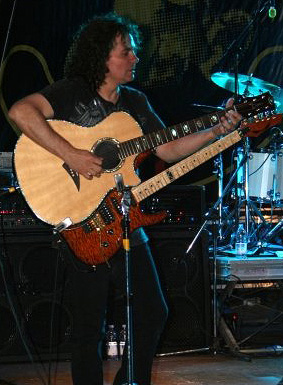
Вінні Мур на концерті з UFO в Черчемаджоре, Італія

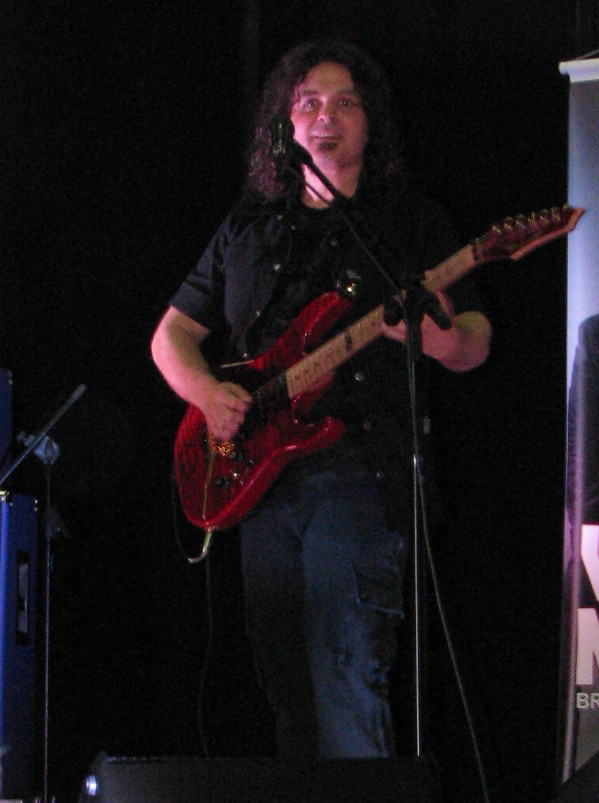
Вінні Мур на концерті в Бруске, Санта-Катаріна, Бразилія, 2010 рік

Вінсент Мур (англ. Vincent Moore) — американський гітарист і учасник британського хард-рок гурту UFO.

## Біографія
Вінсент Мур народився 14 квітня 1964 в Нью-Каслі, штат Делавер. 
Він почав грати на гітарі в 12 років після того, як отримав гітару як різдвяний подарунок. Під час інтерв’ю 2018 року Мур сказав: «Я отримав свою першу гітару на Різдво, коли мені було 12 років, просто тому, що я побачив зображення гітари в каталозі, каталозі JCPenney. Я подумав: Хей, це виглядає круто. Я хочу це. Це була моя мотивація в той час, і я отримав гітару на Різдво, і справді не дуже цим переймався. Після різдва я почав брати уроки. Тоді я почав бути одержимий цим».
Під час того самого інтерв’ю Мура запитали, хто були його першими вчителями, і він сказав: «Першою вчителькою була Мері Біддл (Mary Biddle), і я навчався з нею протягом року, лише кілька базових уроків у місцевому музичному магазині. Приблизно за рік мій рівень підвищився, і вона направила мене до іншого вчителя на ім’я Нік Буччі (Nick Bucci), який був найкращим гітаристом у моїй місцевості. Нік Буччі навчався грі на джазовій гітарі з Петом Мартіно (Pat Martino), а також був рокером, і він просто навчив мене багато чого; теорія, і вправи, і всілякі речі, щоб я став кращим гітаристом і музикантом».
Мур грав у клубах і барах, доки керівник Shrapnel, Майк Варні (Mike Varney), не звернув увагу на демо-запис та біографію, які Мур надіслав у колонку «Spotlight» у журналі Guitar Player. Майк Варні розпочав свою колонку «Spotlight» у журналі Guitar Player у 1982 році як засіб виявлення талантів серед аудиторії журналу. Його зв'язок з Варні призвів до можливості з'явитися в рекламі Pepsi в 1985 році (у рекламі з'явилися лише руки Вінні і чути його гру на гітарі).
Після цього Мур записав свій перший сольний альбом, Mind's Eye (1986), із Тоні МакАлпайном (Tony MacAlpine) на клавішних, альбом був випущений на Shrapnel Records. Альбом отримав кілька нагород від музичних журналів і розійшовся тиражем понад 100 000 копій.
Мур грав на гітарі з хеві-метал гуртом Vicious Rumors на їхньому дебютному альбомі Soldiers of the Night (1985). Альбом містив сольну пісню Мура «Invader», яка була в стилі «Eruption», гурту Van Halen. Божевільно швидка гра Вінні Мура на гітарі, наприкінці 1980-х призвела до появи нових релізів для Shrapnel. Мур також почав виступати з іншими гуртами хард-року та хеві-метал.
Мур приєднався до гурту Еліса Купера (Alice Cooper) в турне, а потім з'явився у альбомі Еліса Купера, Hey Stoopid (1991). Мур випустив два навчальні відео з гри на гітарі.
Мур був головним гітаристом гурту UFO з червня 2003 року. У 2004 році гурт UFO випустив студійний альбом You Are Here. Далі були наступні альбоми: The Monkey Puzzle (2006), The Visitor (2009), Seven Deadly (2012), A Conspiracy of Stars (2015). 
5 серпня 2013 року Мур вийшов на сцену, щоб виступити разом з Пітером Фремптоном (Peter Frampton) на концерті Frampton's Guitar Circus на фестивалі Musikfest у Віфлеємі, штат Пенсільванія.
Мур грав на гітарі в дебютному однойменному альбомі Red Zone Rider, який вийшов 16 вересня 2014 року.

## Обладнання
Вінні Мур зараз грає на гітарі Kramer. Раніше Мур грав на гітарах Dean, у нього є кілька фірмових моделей Dean. Перед історією з Dean, Вінні Мур використовував гітари, виготовлені різними брендами протягом багатьох років, включаючи Ibanez і Fender, особливо модель Talon, яку виробляв Heartfield, один із суббрендів Fender. Мур також зараз використовує підсилювачі ENGL і звукознімачі DiMarzio.

## Дискографія

### Дискографія
| Mind's Eye                                                                          | - Рік випуску: 1986 - Лейбл: Shrapnel Records - Формати: CD, CS, LP, DL            | –   | - США: 6719+   |
| Time Odyssey                                                                        | - Рік випуску: 1988 - Лейбл: Shrapnel Records - Формати: CD, LP                    | 147 | - США: 12 101+ |
| Meltdown                                                                            | - Рік випуску: 1991 - Позначка: теорія відносності - Формати: CD, CS, LP           | –   | - США: 49 661+ |
| Out of Nowhere                                                                      | - Дата випуску: 16 квітня 1996 р - Позначка: Погром - Формати: CD                  | –   | - США: 6 777+  |
| The Maze                                                                            | - Дата випуску: 23 березня 1999 р - Лейбл: Shrapnel Records - Формати: CD, DL      | –   | - США: 5852+   |
| Defying Gravity                                                                     | - Дата випуску: 10 липня 2001 р - Лейбл: Shrapnel Records - Формати: CD, DL        | –   |                |
| To the Core                                                                         | - Дата випуску: 26 травня 2009 р - Позначка: Талісман - Формати: CD, DL            | –   |                |
| Aerial Visions                                                                      | - Дата випуску: 23 жовтня 2015 р - Label: Mind's Eye Music - Формати: цифровий, CD | –   |                |
| Soul Shifter                                                                        | - Дата випуску: 4 жовтня 2019 р - Label: Mind's Eye Music - Формати: цифровий, CD  | –   |                |
| Double exposure                                                                     | - Дата випуску: 8 листопада 2022 р - Label: Mind's Eye Music - Формати:            | –   |                |
| «—» позначає запис, який не потрапив у чарти або не був випущений на цій території. |                                                                                    |     |                |

### Збірні альбоми
| Назва                          | Деталі альбому                                                                |
| ------------------------------ | ----------------------------------------------------------------------------- |
| Collection: The Shrapnel Years | - Дата випуску: 14 березня 2006 р - Лейбл: Shrapnel Records - Формати: CD, DL |

### Живі альбоми
| Назва | Деталі альбому                                                              |
| ----- | --------------------------------------------------------------------------- |
| Live! | - Дата випуску: 25 січня 2000 р - Лейбл: Shrapnel Records - Формати: CD, DL |

### Навчальні відео
| Назва                                   | Деталі альбому                                        |
| --------------------------------------- | ----------------------------------------------------- |
| Вдосконалена техніка гри на соло-гітарі | - Рік випуску: 1987 - Лейбл: Hot Licks - Формати: VHS |
| Швидкість, точність і артикуляція       | - Рік випуску: 1989 - Лейбл: Hot Licks - Формати: VHS |

### Інші виступи
| Назва                                                   | Рік  | Примітки      |
| ------------------------------------------------------- | ---- | ------------- |
| Vicious Rumors – Soldiers of the Night                  | 1985 | учасник гурту |
| Alice Cooper – Hey Stoopid                              | 1991 | учасник гурту |
| UFO – You Are Here                                      | 2004 | учасник гурту |
| Jordan Rudess – Rhythm of Time                          | 2004 | гість         |
| UFO – Showtime                                          | 2005 | учасник гурту |
| UFO – The Monkey Puzzle                                 | 2006 | учасник гурту |
| Destruction – D.E.V.O.L.U.T.I.O.N.                      | 2008 | гість         |
| Michael Angelo Batio – Hands Without Shadows 2 – Voices | 2009 | гість         |
| UFO – The Visitor                                       | 2009 | учасник гурту |
| Glen Drover – Metalusion                                | 2011 | гість         |
| UFO – Seven Deadly                                      | 2012 | учасник гурту |
| Red Zone Rider – Red Zone Rider                         | 2014 | учасник гурту |
| UFO – A Conspiracy of Stars                             | 2015 | учасник гурту |